# يون بوكيلسون
يون بوكيلسون (2 فبراير 1509 - 22 يناير 1536) كان زعيمًا هولنديًا للمعمدانيين. في عام 1533 انتقل إلى مونستر، عاصمة أسقفية مونستر، حيث أصبح نبيًا مؤثرًا، وحوّل المدينة إلى دولة دينية معمودية ألفية، وأعلن نفسه ملكًا على القدس الجديدة في سبتمبر 1534. قُمع تمرده في يونيو 1535 بعد أن حاصر الأمير الأسقف فرانز فون فالديك المدينة وأسر جون. تعرض جون للتعذيب حتى الموت في السوق المركزي للمدينة في 22 يناير 1536، جنبًا إلى جنب مع بيرنهارد كنيبيردولينج وبرنهارد كريشتينج.

## حياته

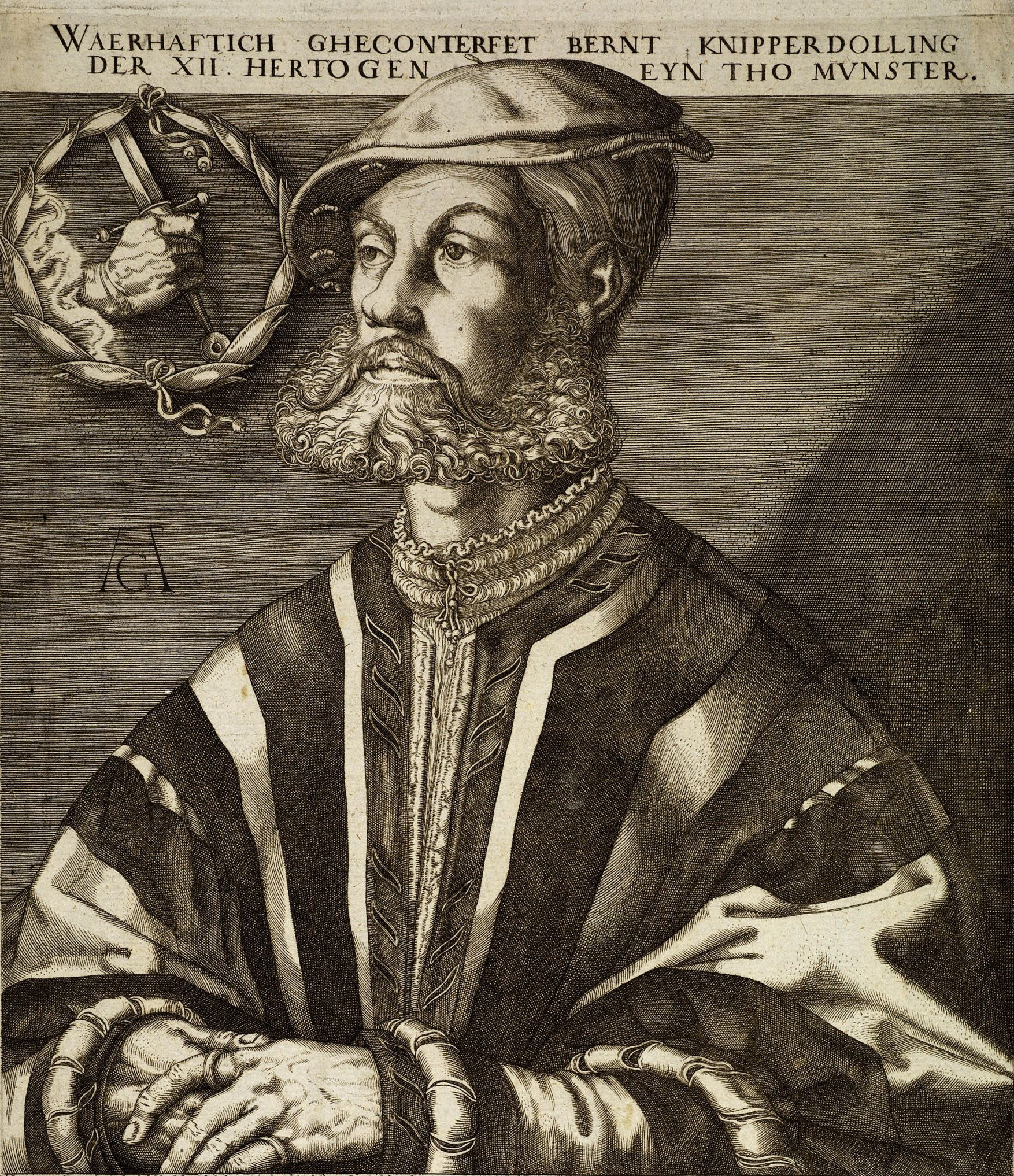
نائب الملك والجلاد برنهارد كنيبردولنج

كان يون الابن غير الشرعي لرئيس بلدية هولندي، ومتدربًا في مهنة الخياط. ولد في قرية زيفينهوفن في بلدية نيوكوب، الواقعة في مقاطعة جنوب هولندا نشأ يون في بيئة فقيرة، لكنه أصبح زعيمًا كاريزميًا يحظى باحترام بين أتباعه. كان يون من أتباع المذهب المعمداني، سراً في البداية، ولكن فيما بعد أصبح نبياً معترفاً به لطائفة سيطرت على مدينة مونستر الألمانية. وبحسب شهادته الشخصية، انتقل إلى مونستر في عام 1533 لأنه سمع أن هناك وعاظًا ملهمين هناك، وبحثًا عن يان ماتيس، الذي عمّده.
وبعد وصوله أصبح ماتيس – المعترف به كنبي – الزعيم الرئيسي للمدينة. قام ماتيس بطرد جميع الكاثوليك من المدينة بعد وصوله بفترة وجيزة وأنشأ هيكلًا طائفيًا يعتمد على الأناجيل. حرم ملكية العقارات. لكن قام جيش مدعوم من الكاثوليك، بقيادة فرانز فون فالديك، أمير أسقف مونستر وأوسنابروك وميندين، بحصار مدينة مونستر بعد استيلاء المعمدانيين عليها. قاد ماتيس هجومًا على الحصار في يوم عيد الفصح عام 1534، لكنه مات بسرعة. وأصبح يون "ملكًا لما سماه القدس الجديدة" كما نصب نفسه، حتى سقوطها في يونيو 1535.

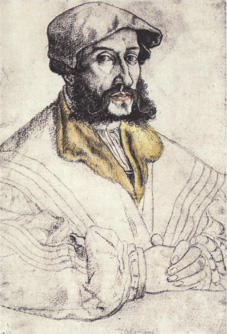
المستشار المعمداني برنهارد كريشتينج

كان يون يقود المعمدانيين أثناء الحصار. عندما أصبح زعيمًا، أنشأ نظامًا ملكيًا كاملًا مع محكمة ملكية وزيًا ملكيًا، صُنعت من الممتلكات المأخوذة من مواطني مونستر. كان يون يقدم العديد من الوعود لرعيته الجائعين بشأن الخلاص من الحصار والمكافآت القادمة لولائهم الدائم. وهذا، إلى جانب كاريزمته، ساعد في الحفاظ على مكانته في المدينة آمنة حتى هزيمته في النهاية على يد الأمير الأسقف. وكان شعاره: "قوة الرب هي قوتي".

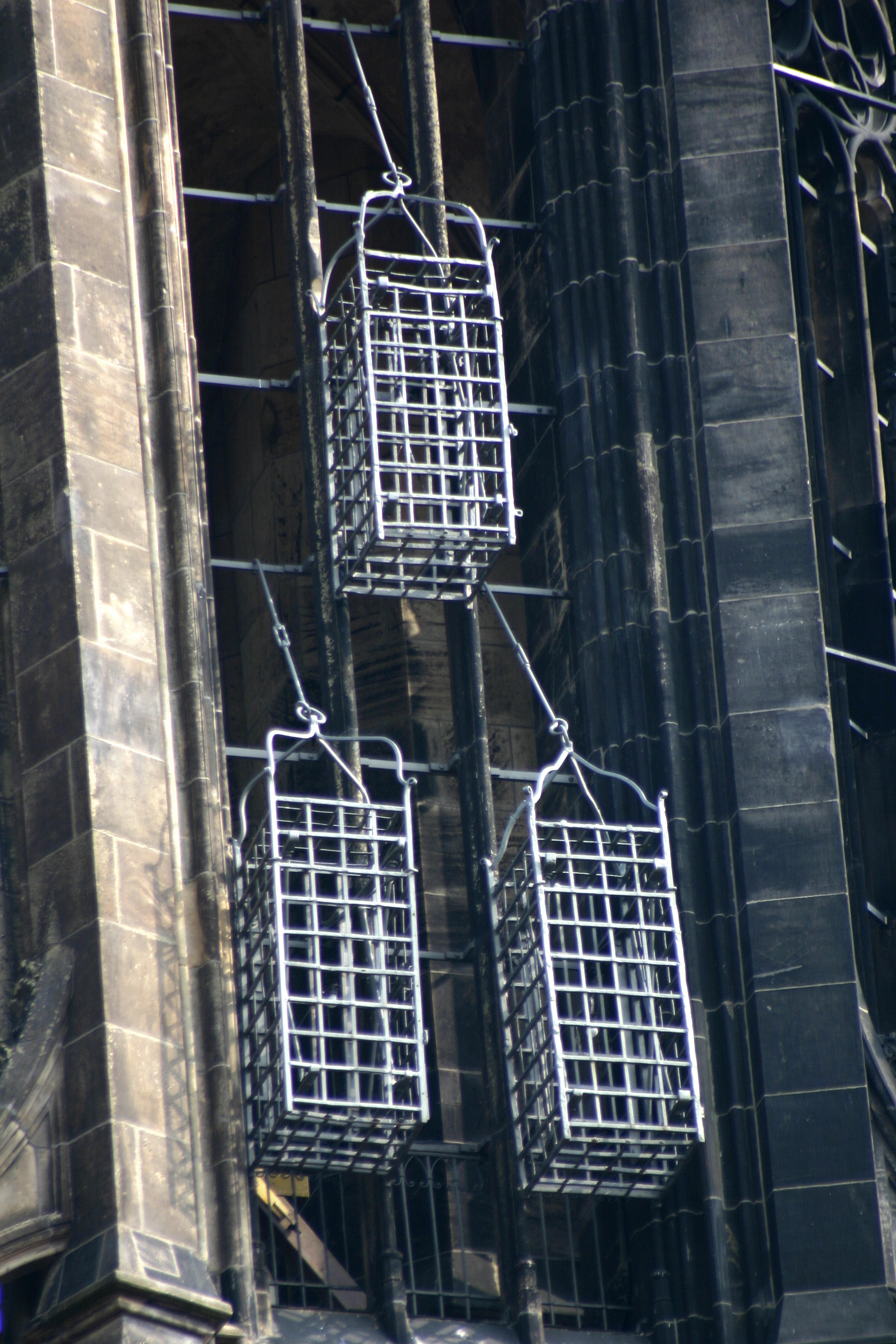
الأقفاص التي حملت جثث زعماء ثورة مونستر في برج كنيسة القديس لامبرت.

هُزم جيش مونستر في عام 1535 على يد الأمير الأسقف فرانز فون فالديك. قُبض على يون. في 22 يناير 1536، تعرض للتعذيب ثم أعدم مع برنهارد كريشتينغ وبرنهارد كنيبردولنج، حيث ربطوا كل واحد من الثلاثة بعمود بواسطة طوق مسنن من الحديد ومزقوا أجساده بالمعدن الساخن لمدة ساعة.
بعد أن رأى كنيبردلينج عملية تعذيب تون، حاول قتل نفسه بالطوق، مستخدمًا إياه لخنق نفسه. وبعد ذلك ربطه الجلاد على العمود حتى لا يتمكن من قتل نفسه. ثم قتلوا كل واحد منهم بخنجر محترق طعنًا في القلب. وُضعت الجثث في ثلاث أقفاص حديدية وعُلقت على برج كنيسة القديس لامبرت وتركت بقايا أجسادهم لتتعفن. وبعد مرور خمسين عامًا تقريبًا، أُزيلت عظامهم، لكن الأقفاص بقيت حتى اليوم.